# Фіщенко Олексій Федорович
Олексі́й Фе́дорович Фі́щенко (29 грудня 1920, Умань — 15 лютого 2010, Київ) — український графік. Член Спілки художників СРСР, Національної спілки художників України (1960). Заслужений діяч мистецтв УРСР (1969). Народний художник України (2000).

## Життєпис
Олексій Федорович Фіщенко народився 29 грудня 1920 року в місті Умань Черкаської області. Пережив голодомор. Учасник Другої світової війни, відзначений бойовими нагородами.
1953 року закінчив Одеське художнє училище (викладач П. Коновський), 1959 — Київський художній інститут (1959, майстерня станкової графіки О. Пащенка).
Учасник обласних (з 1952)  республіканських (з 1957) та зарубіжних (з 1959) художніх виставок. Перша персональна виставка відбулася у 1963 році. Брав участь у пленерах в Україні та за її межами.
Посмертна виставка художника «Світ рисунка» експонувалася у виставкових залах Національної спілки художників України (2011). Його роботи разом з творами інших митців були представлені у виставковому проєкті Мистецького Арсеналу «Відбиток. Українська друкована графіка XX—XXI століть».
Твори художника представлені у музейних, галерейних та приватних колекціях України та світу.

## Творчість
Олексій Фіщенко працював у різни видах графіки (кольоровий лінорит, рисунки олівцем, акварель, пастель), ілюстрував книги, створював живописні полотна.
Його рисунки кінця 1950-х — початку 1960-х років присвячені Черкащині, Каневу — рідним місцям. Тараса Шевченка і самого митця. Багато пейзажів, замальовок художник зробив в Карпатах, Криму, на Одещині, у Києві.
Створив низку портретів відомих особистостей: Т. Шевченка, Б.-І. Антонича, М. Драй-Хмари, М. Хвильового, П. Филиповича, В. Сосюри, Г. Чупринки та ін..
Лінорити художника мають особливу фактуру і щільність кольору. Такогоо ефекту графік досягав завдяки використанню декількох дошок та доволі рідкісному методу друку — притисканням кліше руками без допомоги верстату. Усе це призводило до несподіваного результату на папері й унікальності кожного відбитку.

## Вибрані твори
Пейзажні серії:
- «Канів» (1957 — 59),
- «Тарасова земля»,
- «Моя Батьківщина» (1961),
- «Карпати» (1961 —70).

Портрети:
- «Портрет Т. Шевченка» (1982).
- «Скульптор Василь Бородай» (1994),
- «Автопортрет» (1997),
- «Микола Хвильовий, поет, публіцист» (2001).

Ліногравюри:
- «Звук ланів» (1967),
- «Сторожка тиша» (1969)
- «Оксамит гір» (1969)
- «Весняний день» (1970)
- «Жагучий полудень. Іллічівськ» (2002) та ін.

## Книги про Олексія Фіщенка
- Олексій Фіщенко : альбом. — Київ : Мистецтво,1968.
- Алексей Федорович Фищенко : каталог. — Киев, 1977. — (рос.).